# Notre-Dame de l’Assomption (La Ferté-Alais)

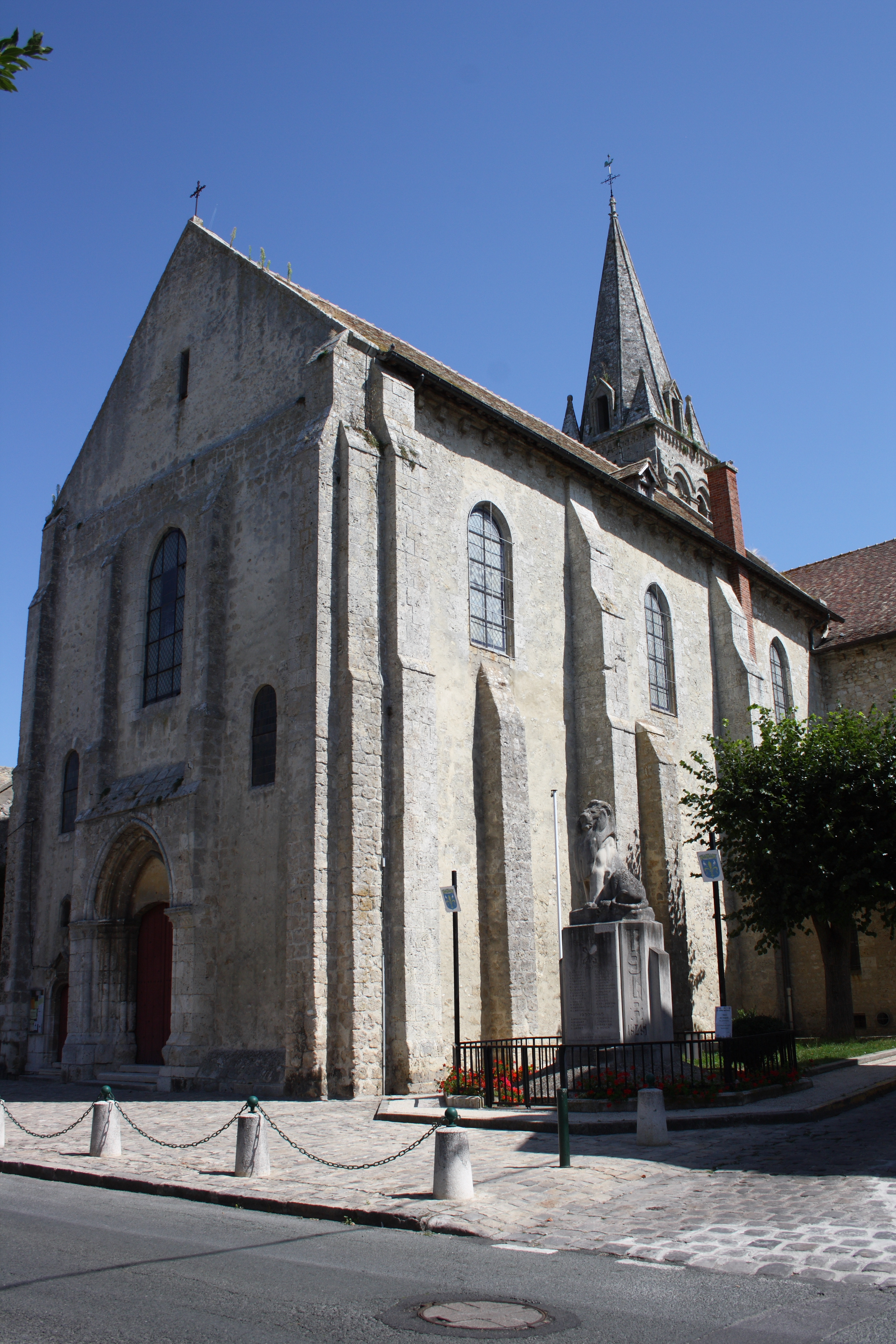
Pfarrkirche Notre-Dame de l’Assomption

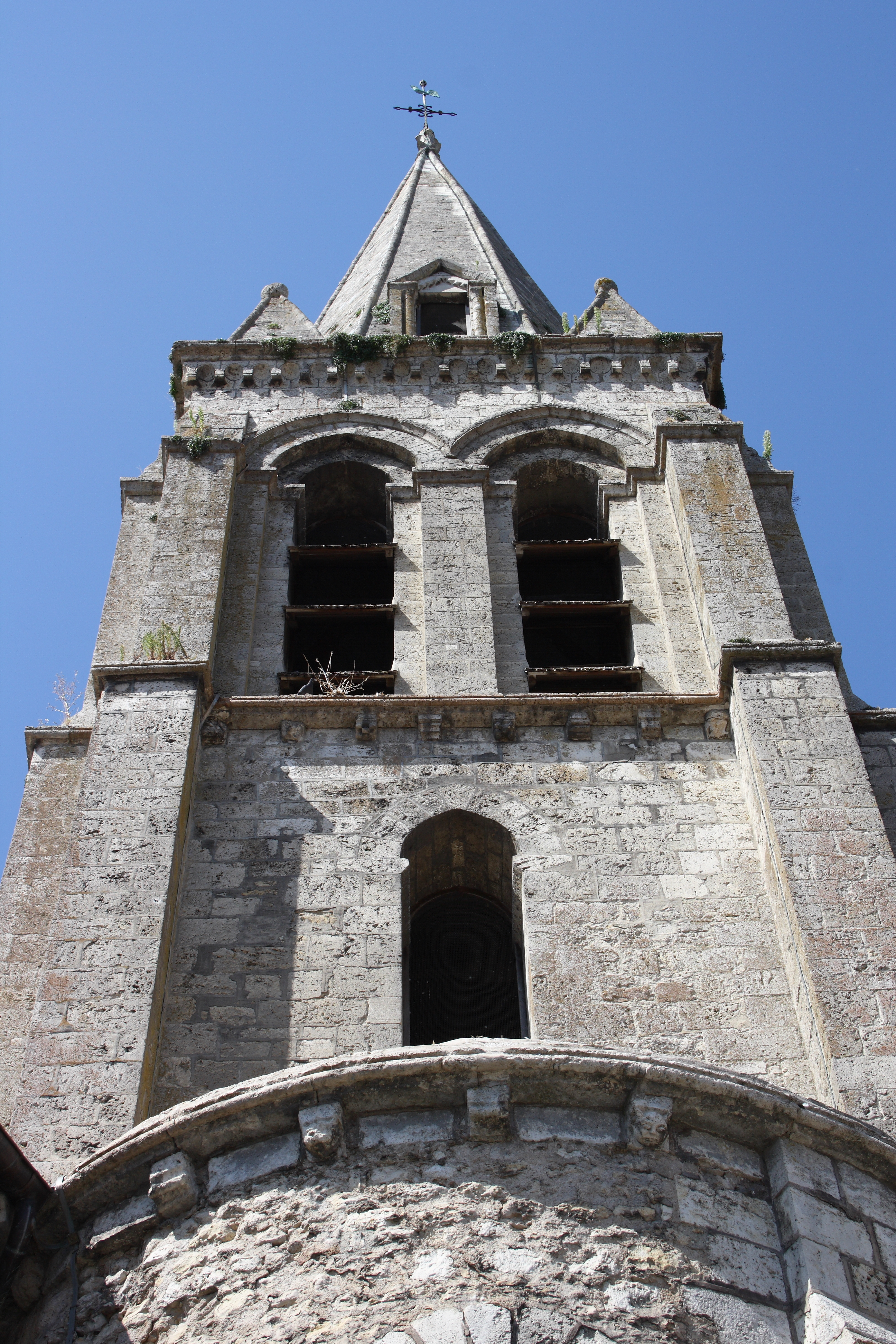
Glockenturm mit Kragsteinen

Die katholische Pfarrkirche Notre-Dame de l’Assomption in La Ferté-Alais, einer französischen Gemeinde im Département Essonne in der Region Île-de-France, gehört zu den frühen gotischen Kirchen. Die Mariä Himmelfahrt geweihte Kirche wurde im Jahr 1862 als Monument historique in die Liste der Baudenkmäler in Frankreich aufgenommen.

## Geschichte
Notre-Dame de l’Assomption geht auf eine romanische Kirche aus dem späten 11. Jahrhundert zurück, von der noch die Grundmauern erhalten sind. Die Kirche war ein Priorat der nahegelegenen Benediktinerabtei Morigny, deren Abt Thouin in der ersten Hälfte des 12. Jahrhunderts in La Ferté-Alais einen Kreuzgang errichten und vermutlich auch die Kirche erneuern ließ. Der Glockenturm mit seiner steinernen Spitze wurde gegen Ende des 12. oder zu Beginn des 13. Jahrhunderts fertiggestellt.

## Architektur

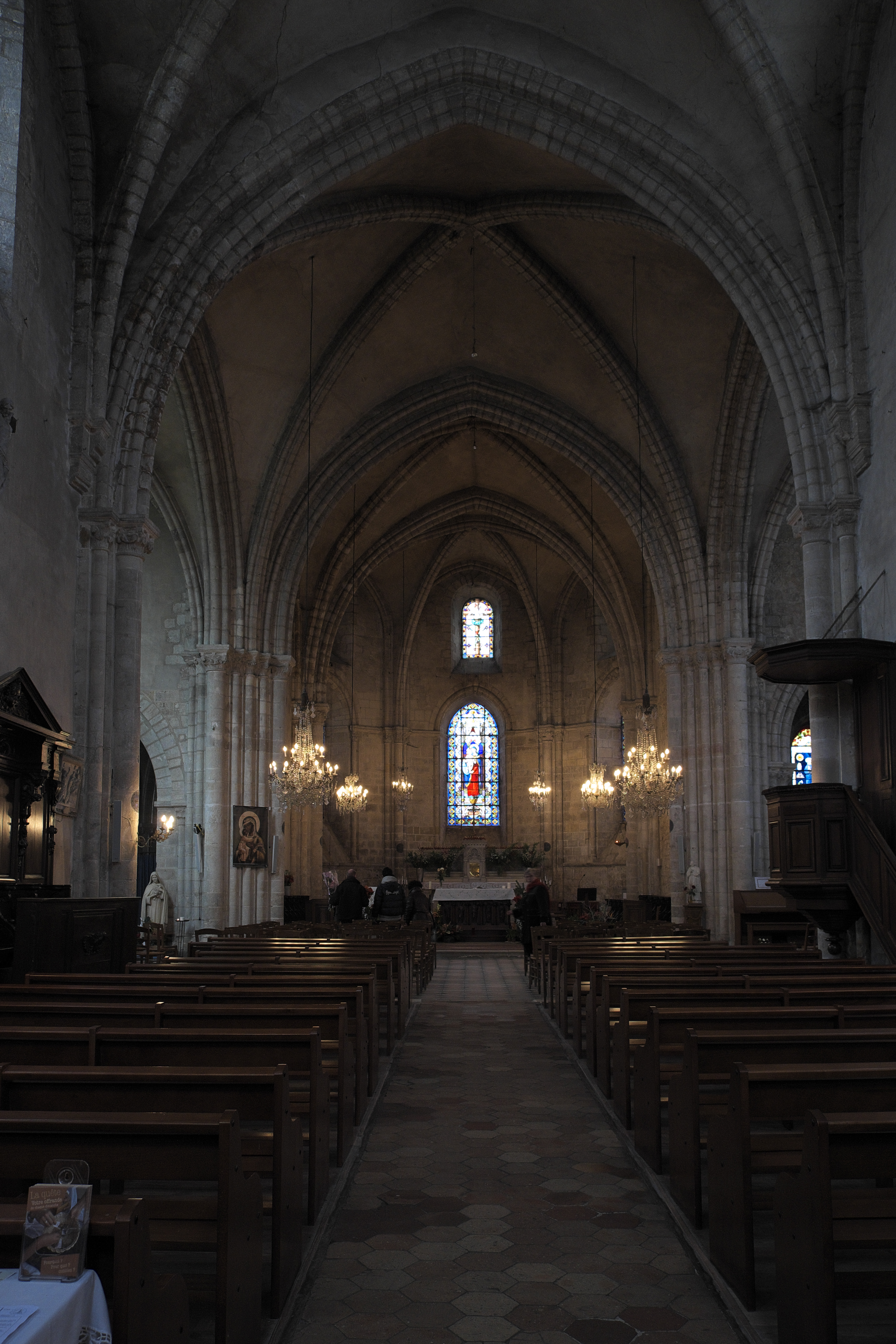
Innenraum

An der Außenmauer verläuft unter dem Dachansatz ein Fries von Kragsteinen, die mit menschlichen Figuren und Tierköpfen skulptiert sind.
Der Innenraum besteht aus einem einschiffigen Langhaus mit drei Jochen und einem Querhaus, dessen Arme sich im Osten zu je einer Kapelle öffnen. Der einjochige Chor schließt mit einer halbrunden Apsis. Er wird von zwei Reihen übereinanderliegender Fenster beleuchtet. Langhaus und Querschiff waren im 11. Jahrhundert mit einer Holzdecke gedeckt. Vor der Mitte des 12. Jahrhunderts wurde das ursprünglich vierjochige Langhaus, dessen Strebepfeiler noch an der Außenwand zu erkennen sind, in drei Joche unterteilt und erhöht. Im 12. Jahrhundert wurde es mit einem Kreuzrippengewölbe gedeckt, das außen von mächtigen Strebepfeilern gestützt wird. Innen liegen die Rippen des Gewölbes auf Wandpfeilern mit Säulenvorlagen auf. Die Kapitelle der Säulen sind mit Blattwerk verziert.

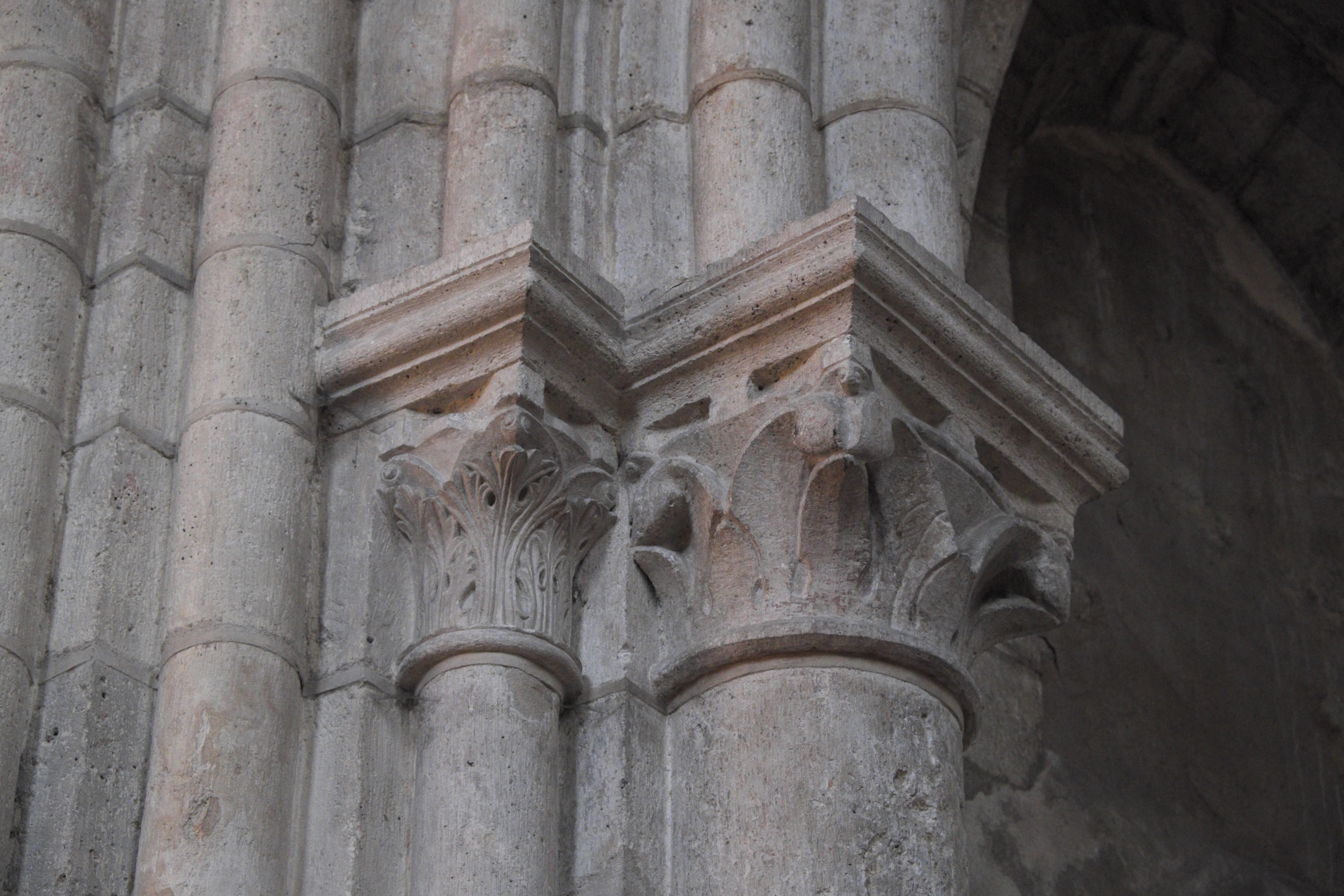
Kapitelle
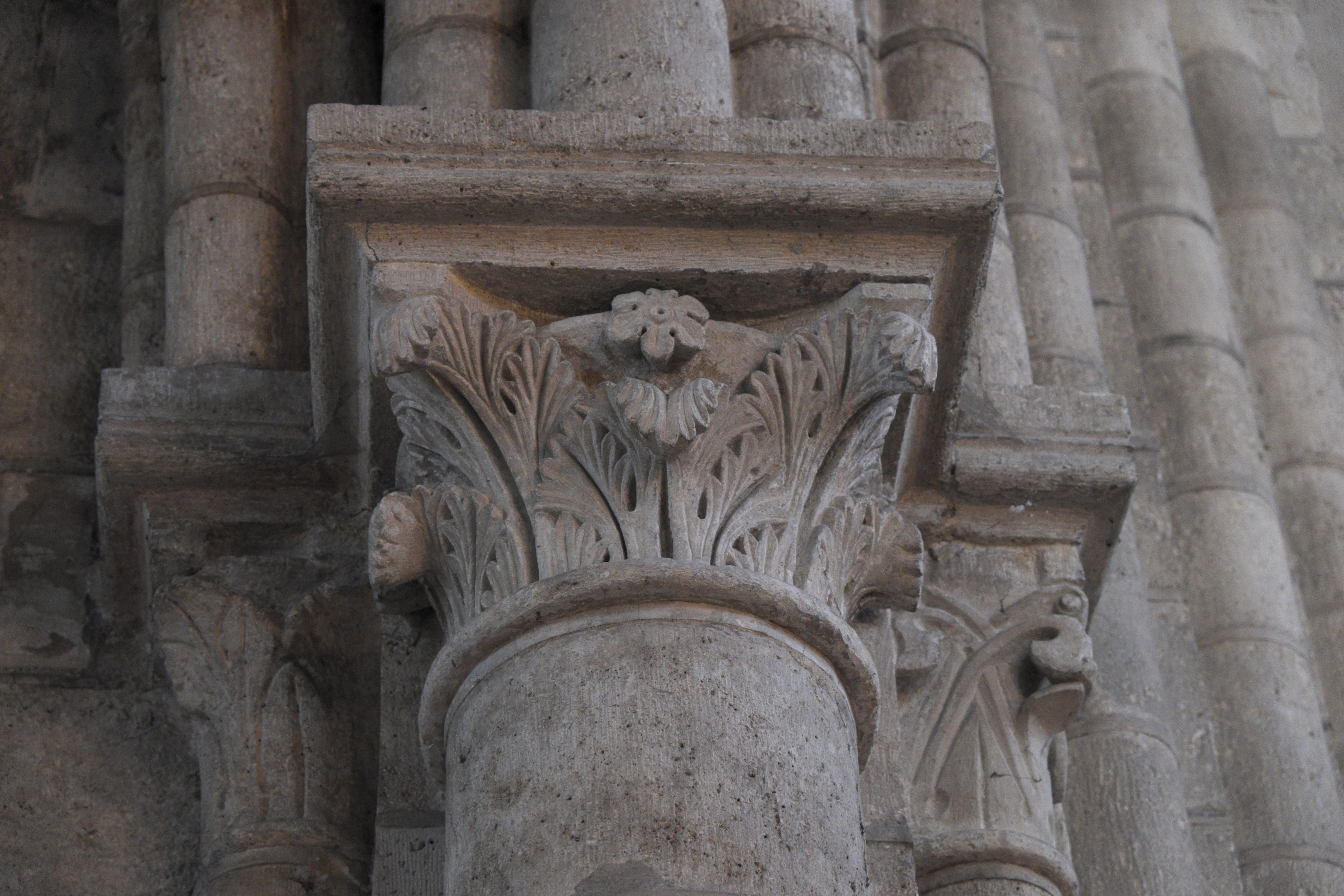
Kapitelle
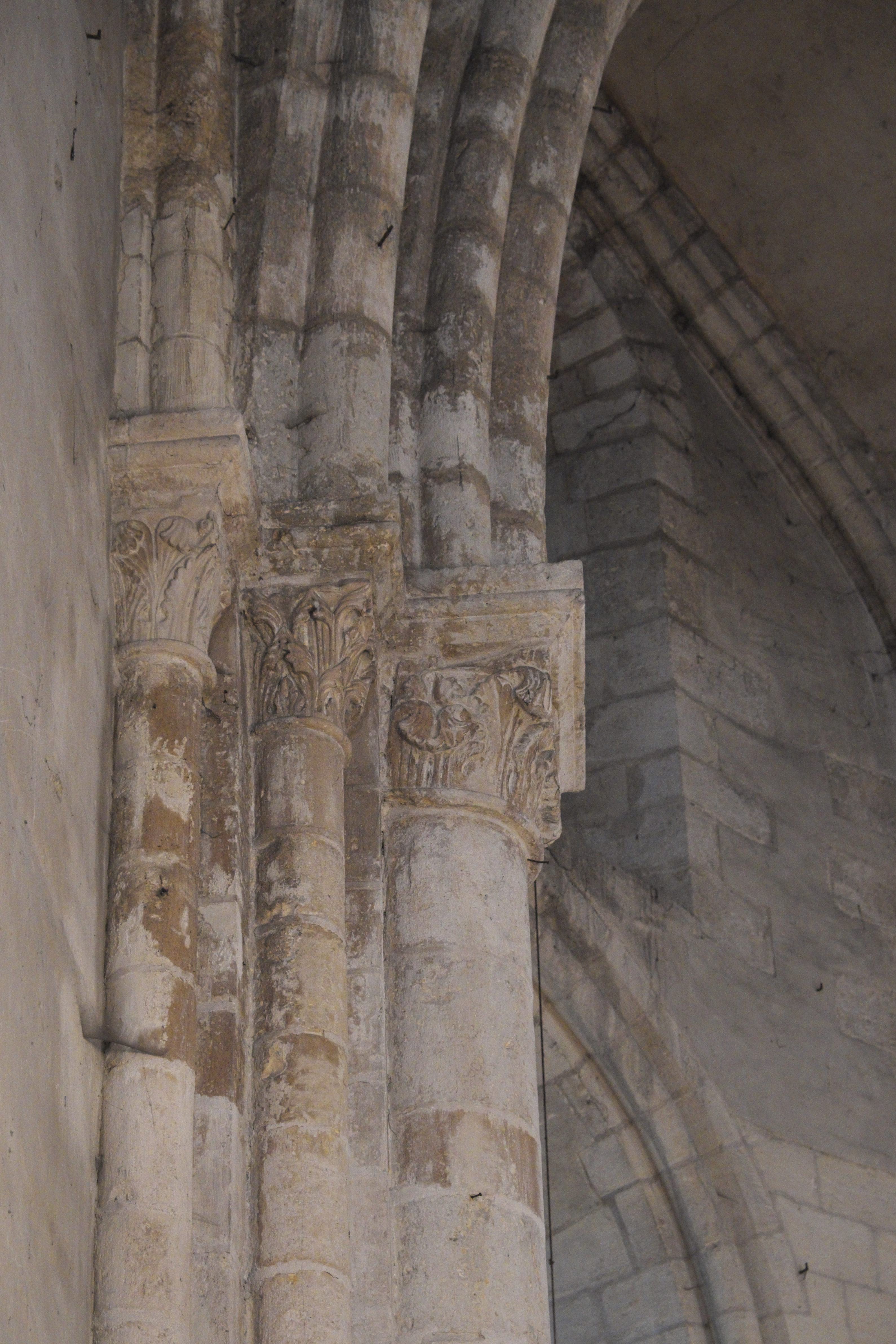
Kapitelle

## Bleiglasfenster

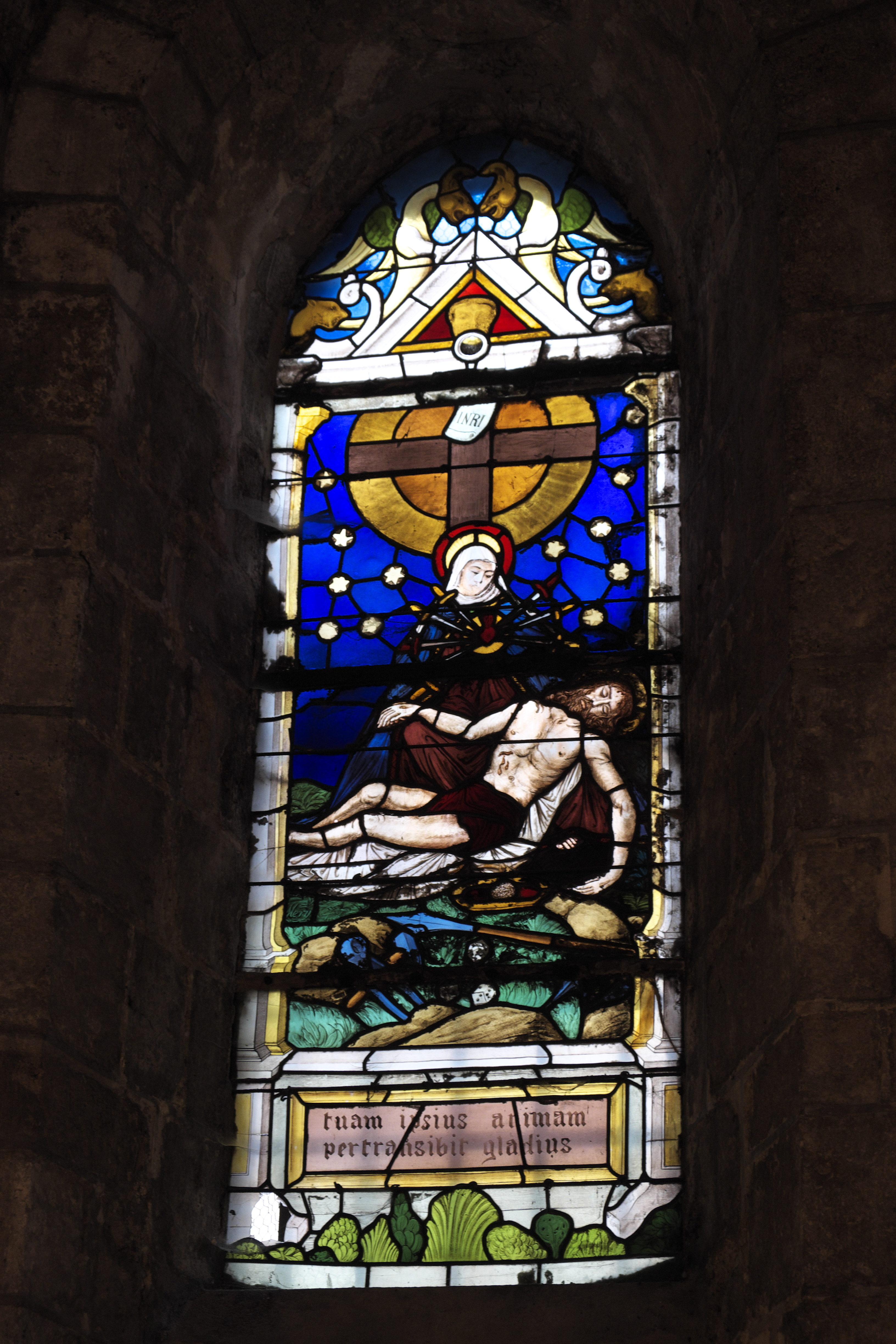
Pietà

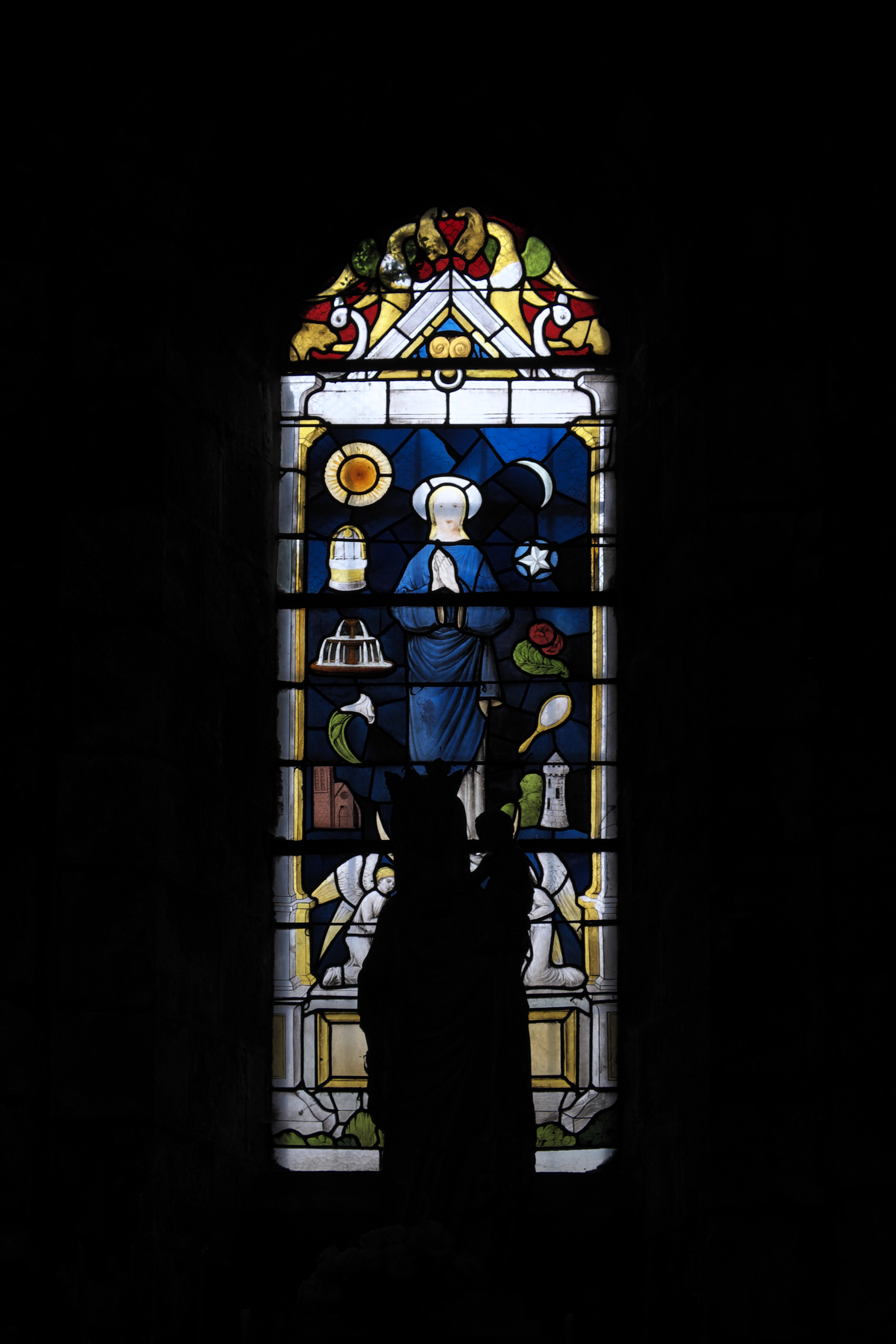
Maria und ihre Symbole

Der Chor und die Kapelle des südlichen Querhauses sind mit Bleiglasfenstern ausgestattet. Ein Fenster der Querhauskapelle stammt aus dem späten 16. oder frühen 17. Jahrhundert und stellt Maria, deren Leib von sieben Schwertern durchbohrt wird, mit dem Leichnam Jesu dar. Ein weiteres Fenster weist ebenfalls eine Mariendarstellung auf. Maria ist umgeben von ihren Symbolen wie Sonne und Mond, versiegelte Quelle, Brunnen, Meerstern, Rose, Lilie, Spiegel, Tempel und Turm.
Auf dem zentralen Chorfenster ist Maria mit dem Jesuskind dargestellt. Das kleinere Fenster darüber zeigt einen Pelikan, der, symbolisch für den Opfertod Jesu, seine Jungen mit seinem eigenen Blut nährt. Links ist der Apostel Petrus dargestellt, rechts der französische König Ludwig der Heilige, der auf einem Kissen die Dornenkrone Christi trägt.

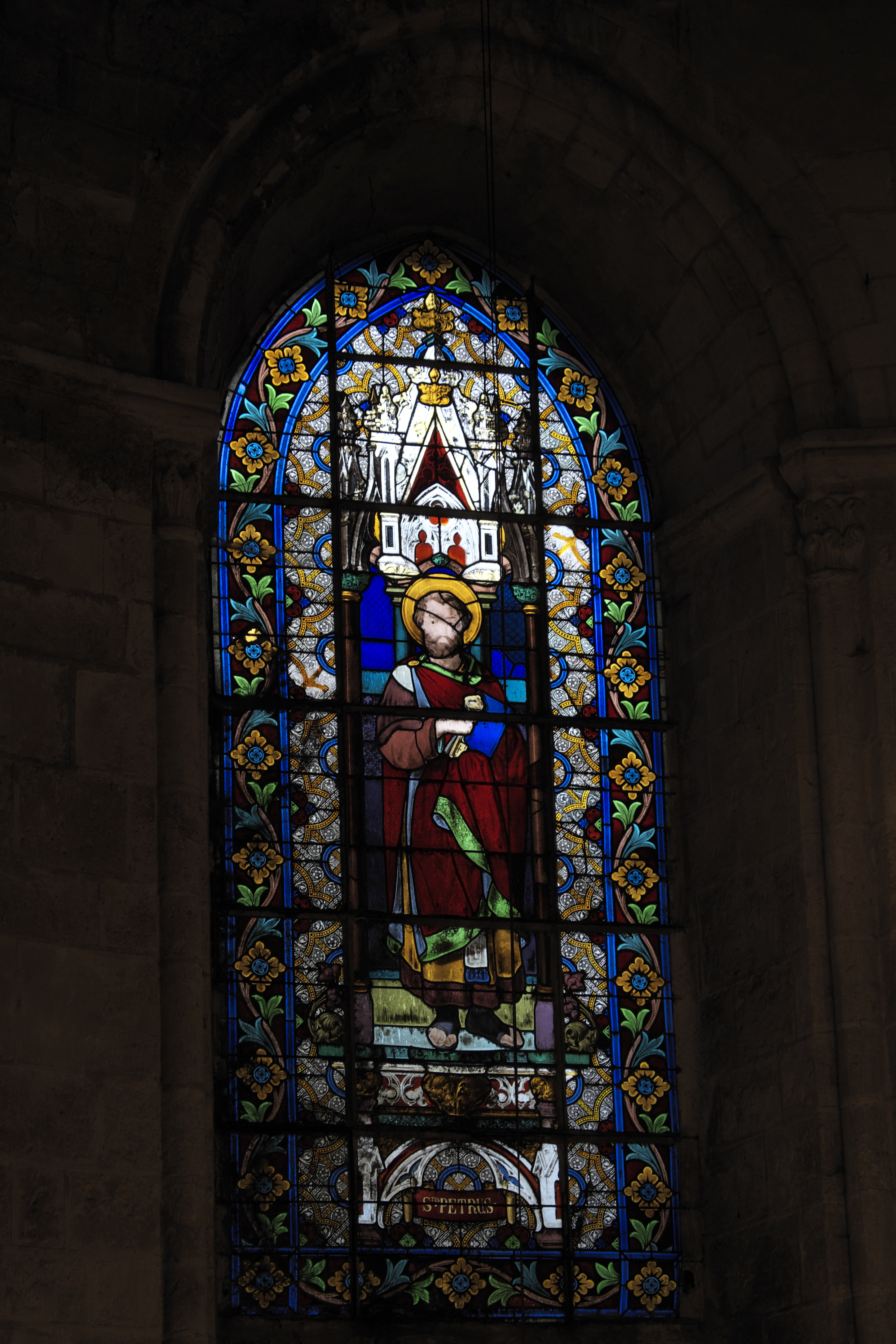
Apostel Petrus
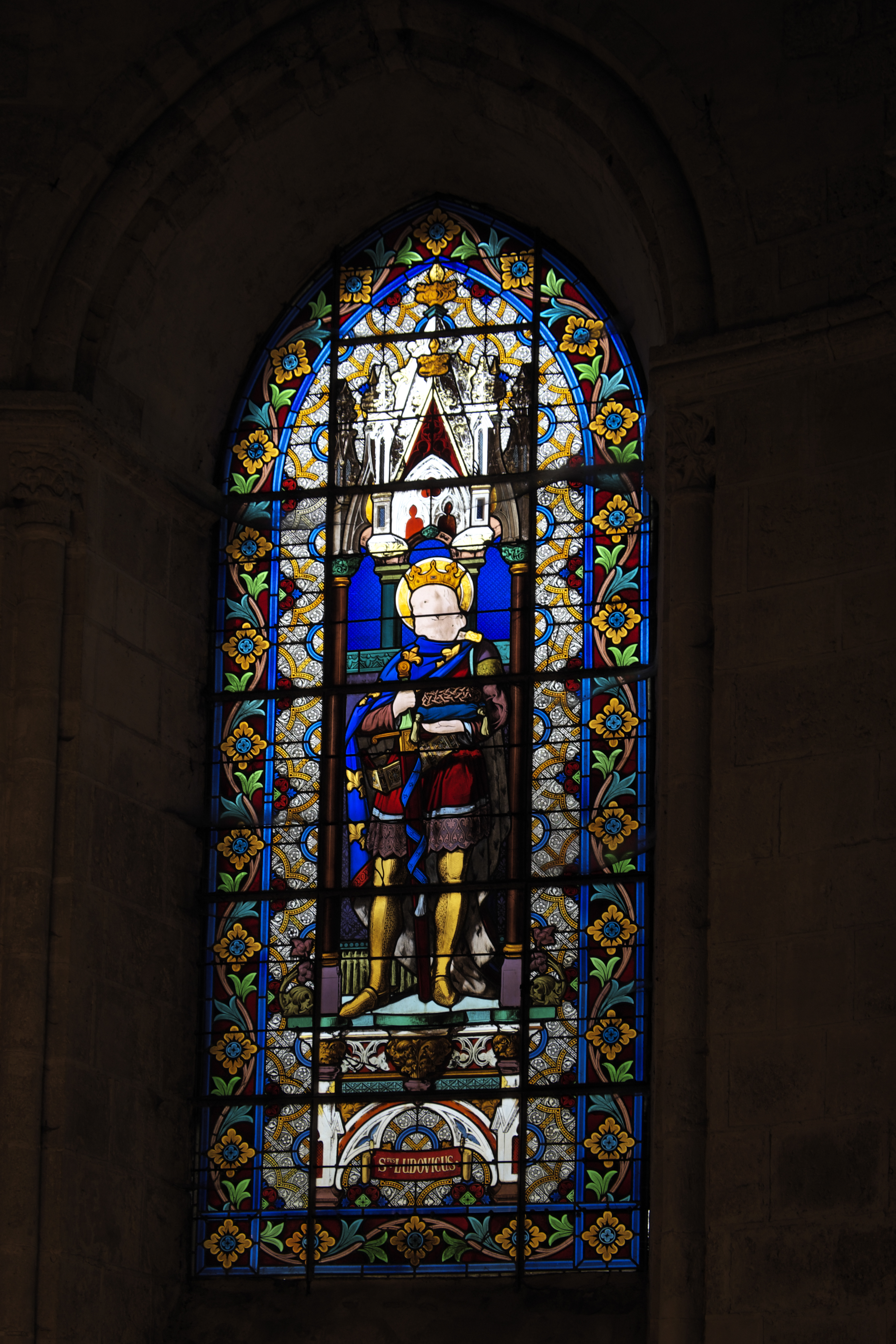
Ludwig der Heilige
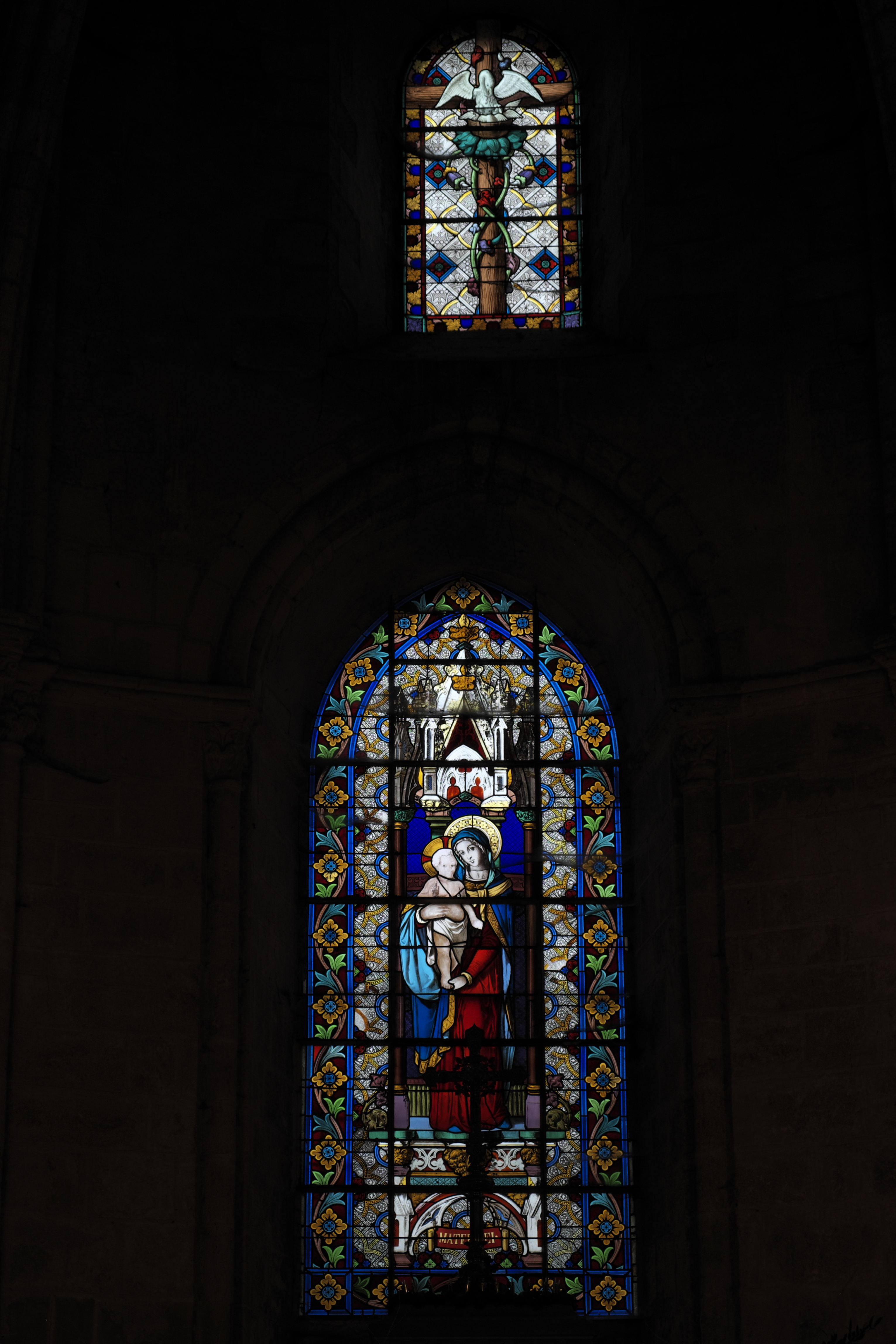
Pelikan (oben), Madonna mit Kind (unten)

## Ausstattung
- Die Bank für den Kirchenvorstand wurde im 19. Jahrhundert restauriert und ist aus Teilen aus dem 17. und frühen 18. Jahrhundert zusammengesetzt. Sie besteht aus vier Sitzen und ist mit Engelsköpfen verziert.[4]
- Der Altar besitzt holzgeschnitzte Relieftafeln aus dem 18. Jahrhundert. In der Mitte ist Maria mit dem Jesuskind dargestellt, links Maria Magdalena und Johannes der Täufer, rechts der heilige Josef und die heilige Anna.[5]
- Die Innentür der Kirche ist mit holzgeschnitzten Relieftafeln versehen, die ins 16. Jahrhundert datiert werden. Auf ihnen sind Jesus und die zwölf Apostel dargestellt.[6]

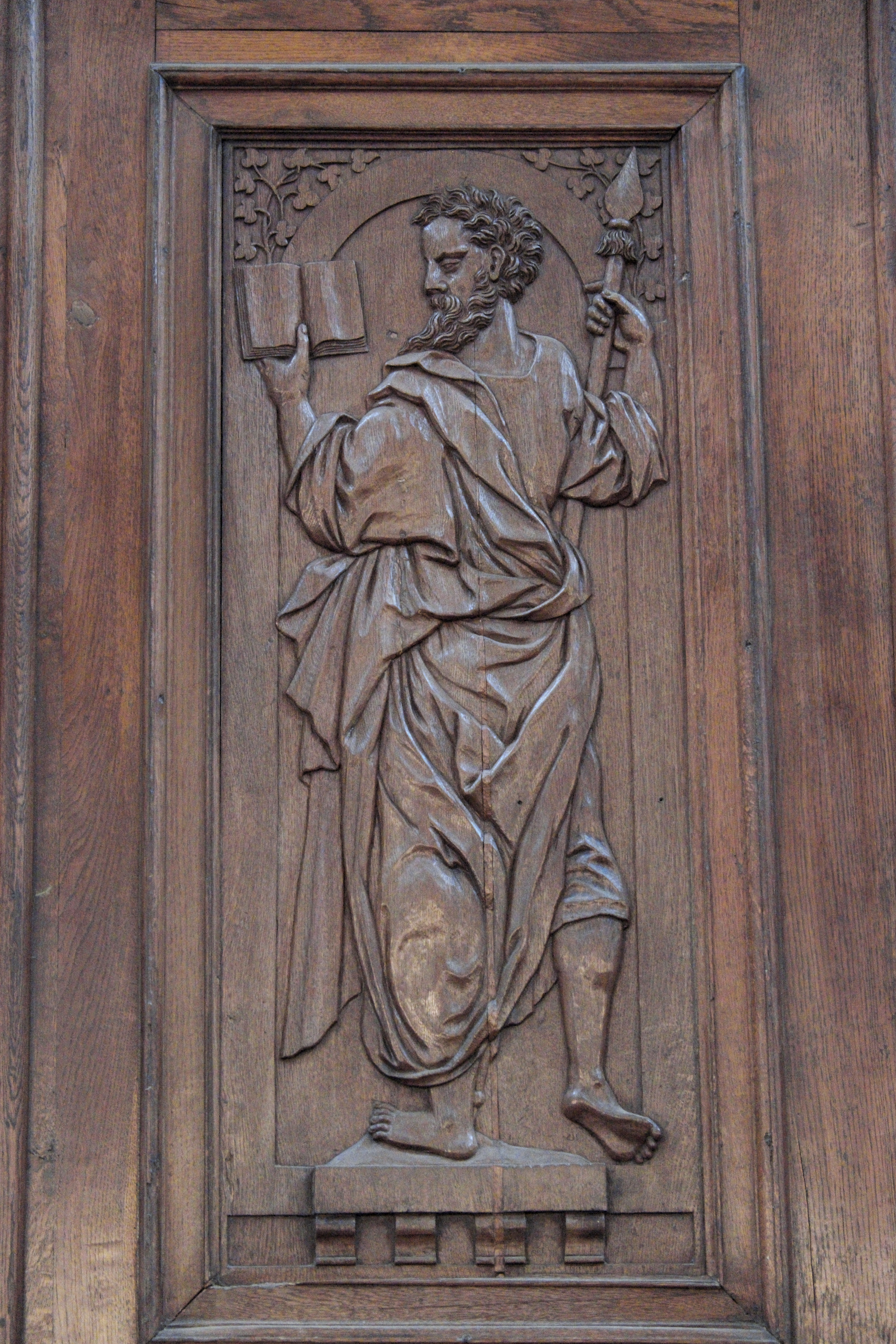
Apostel Thomas
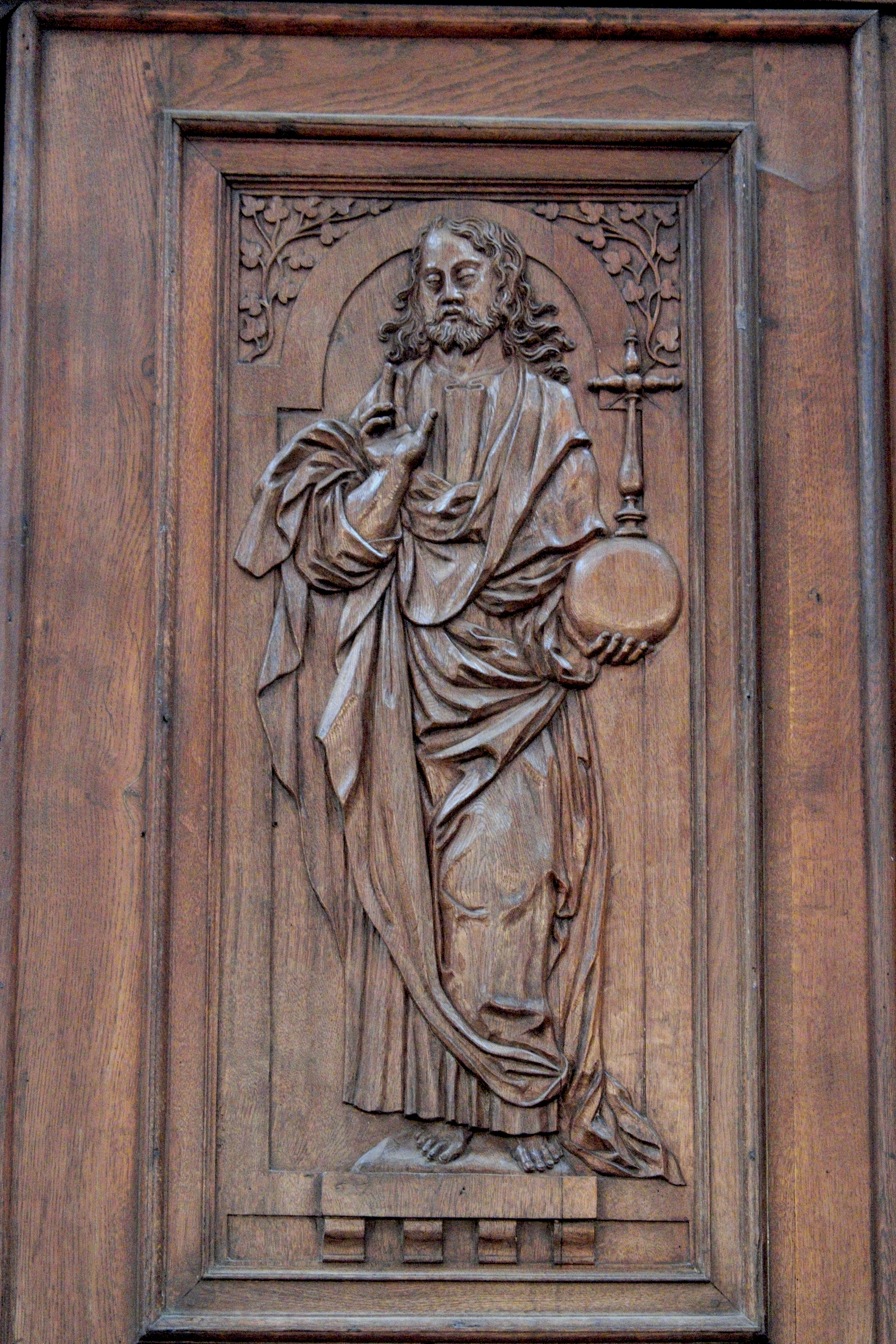
Jesus
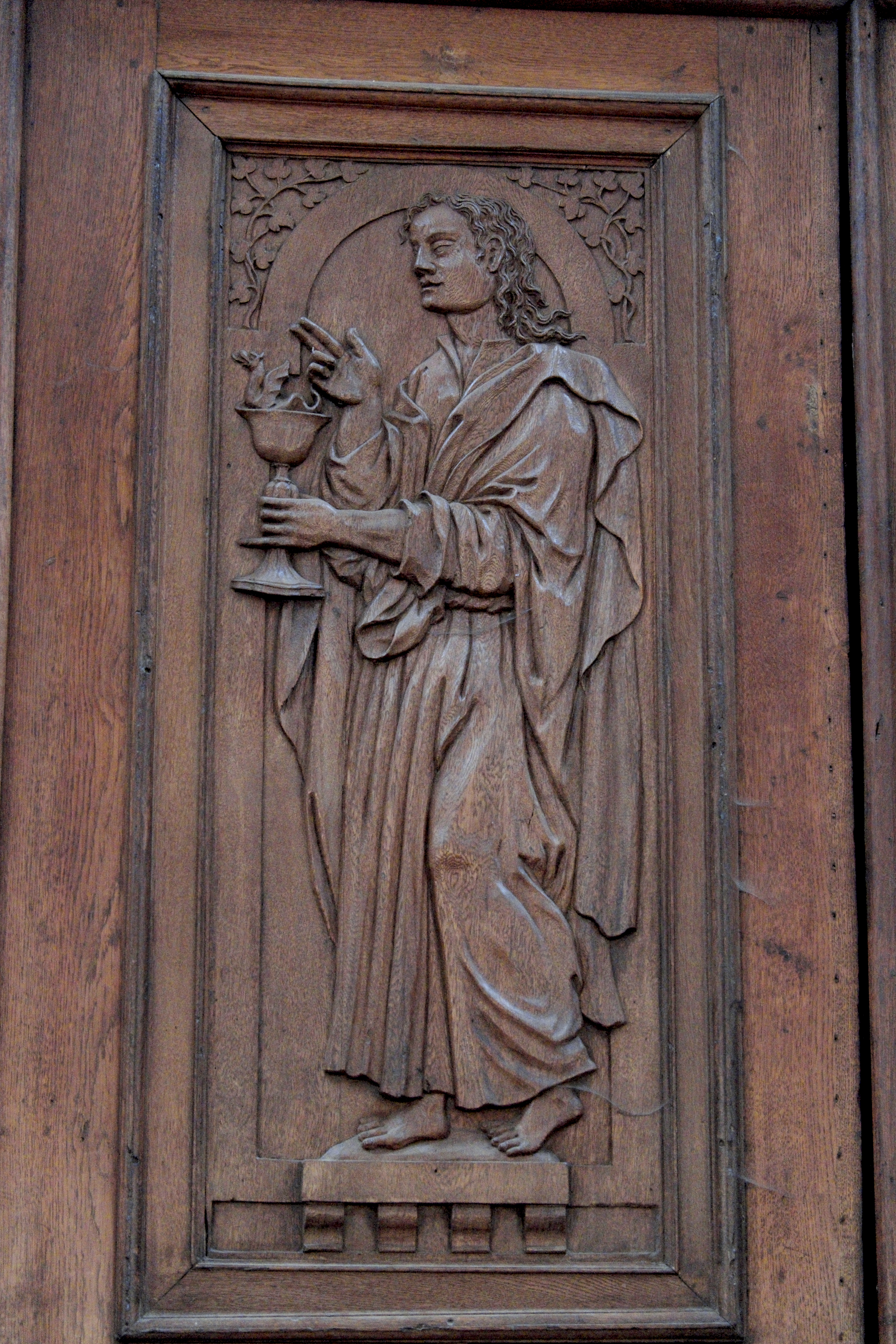
Apostel Johannes

## Uhrwerk

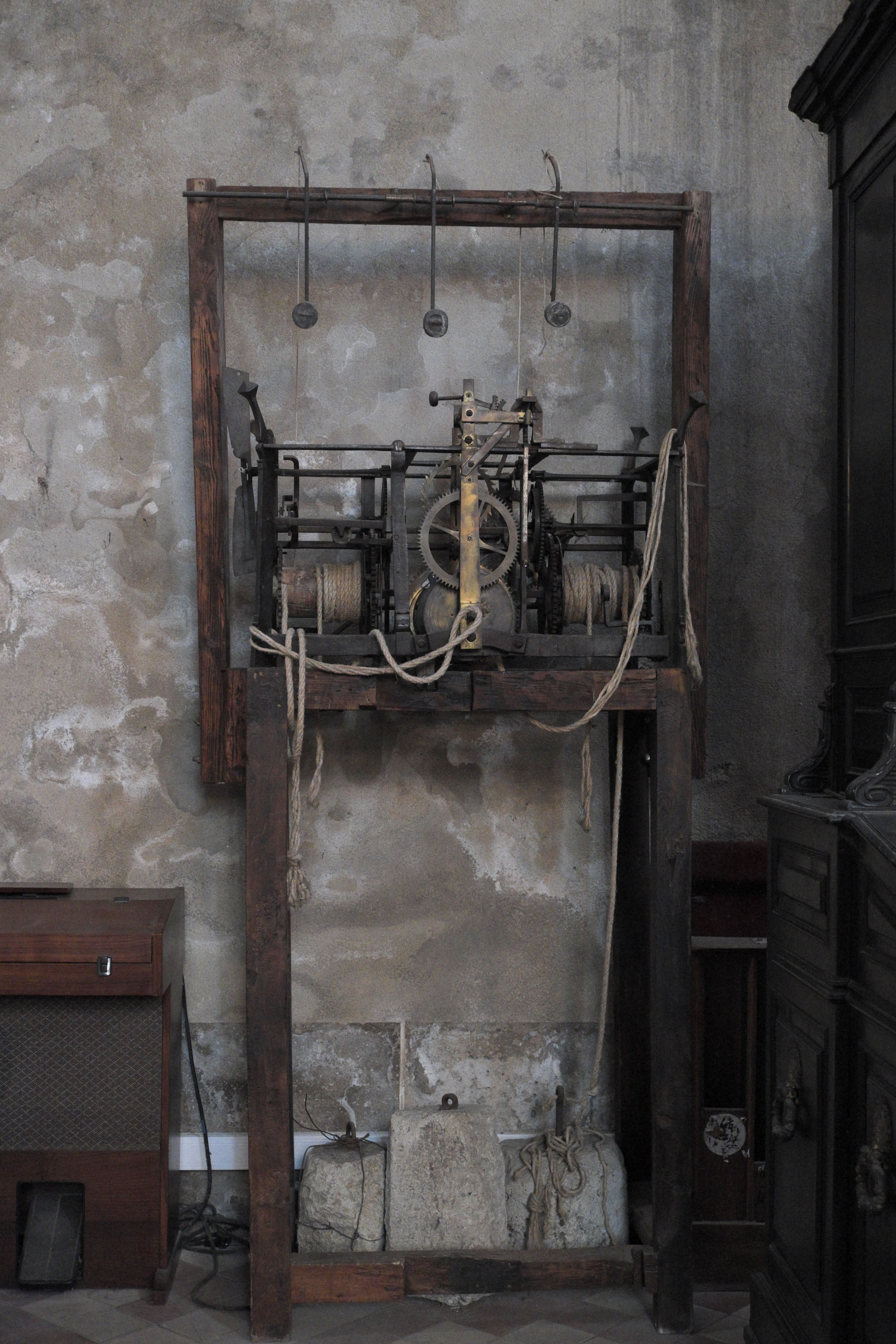
Uhrwerk

In der Kirche wird ein Uhrwerk aus dem 15. Jahrhundert aufbewahrt.